# Rhyssa gulliveri
Rhyssa gulliveri (лат.) — ископаемый вид наездников семейства ихневмониды (Ichneumonidae). Обнаружен в эоценовом балтийском янтаре (Янтарный, Калининградская область, Россия). Первый представитель подсемейства Rhyssinae из янтаря. Назван в честь Лемюэля Гулливера из «Путешествий Гулливера», который попал в ловушку, несмотря на размеры своего тела.

## Описание
Длина тела 12 мм, переднее крыло 8,7 мм, метасома 7,7 мм. Основная окраска буровато-чёрная. Мандибулы двузубые. Максиллярные щупики с пятью, лабиальные — с четырьмя сегментами. Клипеус плоский, мелкий, без поперечного деления, апикальный край нечёткий. Лабрум скрыт. Апикальные тенториальные ямки нормального размера. Внутренние орбиты параллельны при виде спереди, прямо противоположны антеннальным впадинам. Глаза без волосков, оцеллии развиты. Антенны длиной 9,3 мм, с 32 сегментами, более или менее равномерной толщины на всем протяжении. Передние ноги вентрально неспециализированы; голени без зубца; 4-й тарзомер длиннее ширины. Передние и средние голени с разбросанными длинными и сильными шипами. Средние голени с рядом сильных шипиков на внутренней стороне апикально; с двумя шпорами, равными по длине. Вид был впервые описан в 2023 году по материалам из эоценового балтийского янтаря вместе с видами Firkantus freddykruegeri (Pimplinae), Triclistus levii (Metopiinae) и Magnocula sarcophaga (Phygadeuontinae).